# 希威森
希威森（英語：Lyle Hewitson；1997年10月3日—），是南非騎師，有「放頭之鬼」之稱，現時於香港策騎。

## 簡歷
希威森是南非騎師，出身賽馬世家，父親希偉辰（Carl Hewitson）先後擔任騎師、練馬師，於2016年在南非展開策騎生涯，並在該季贏得73場頭馬。2016-2017年度馬季，希威森勝出124場頭馬，首度登上南非冠軍見習騎師寶座。2017-2018年度馬季，希威森騎功更見進步，該季他贏得184場頭馬，以見習騎師身份榮膺南非冠軍騎師殊榮。希威森在南非攻下多項分級賽錦標，他從騎以來分別在南非、日本及香港均錄得頭馬紀錄。 

## 在港主要策騎事跡

### 2019/2020年度馬季
2019-2020年度馬季，希威森獲香港賽馬會牌照委員會發出騎師牌照，准許他由2019年7月15日至2020年2月29日在港上陣。
2019年9月1日，希威森首度於沙田馬場上陣，並獲安排「金津輝煌」、「奔馳寶馬」、「一片光明」、「蒙古王」及「大聚會」五匹座騎。雖然首天上陣他未能贏得頭馬，但他仍憑策騎「一片光明」及「蒙古王」分別跑入一席第三及一席第四的不俗成績。
2019年12月29日，希威森於沙田馬場尾場賽事憑策騎韋達馬房的「興爾」勝出第三班泥地賽事，苦戰接近四個月後終於在港首度勝出頭馬。
2020年1月22日，希威森於跑馬地馬場第七場賽事憑策騎霍利時馬房的「奇真」勝出，個人首度在跑馬地馬場勝出頭馬。
2020年2月5日，希威森於跑馬地馬場第三場賽事憑策騎霍利時馬房的「甲烷」勝出並攻下紀利華木球會挑戰盃，個人首度在港勝出盃賽錦標。希威森在港策騎半季以來，合共勝出三場頭馬。

### 2021/2022年度馬季
2021年10月26日，希威森獲香港賽馬會牌照委員會發出騎師牌照，准許他由2021年11月26日至2022年7月16日在港上陣。
2021年12月12日，在沙田馬場第五場賽事初出賽的國際一級賽香港短途錦標，希威森策騎的9號馬「君達星」在轉彎時失蹄墮馬，隨後的三匹馬（分別為潘頓策騎的5號馬「錶之未來」、福永祐一策騎的2號馬「妙法靈機」以及田泰安策騎的8號馬「肥仔叻叻」）相繼撞上墮馬，希威森被「錶之未來」壓到倒地不起，清醒送往沙田威爾斯醫院治理，其髖骨骨折及頭盔飛脫，而事後「君達星」及「肥仔叻叻」因傷重需當場人道毀滅。
2022年1月5日，馬會首席醫療主任通知受薪董事小組，希威森經休養現已無恙，適宜恢復策騎出賽。
2022年1月16日，希威森康復後於沙田馬場上陣。
2022年4月24日，希威森於沙田馬場先後憑策騎「功夫茶」及「勁力十足」勝出，在港首度起孖，季內頭馬亦增至7場。
2022年4月27日，希威森於跑馬地馬場大發神威，先後憑策騎「全民佳知」、「八心之威」及「量化歡騰」勝出，在港首度單日豪取三捷，加上他於同晚憑策騎「天天智庫」及「電玩時代」跑入第二，最終以48分首度封騎師王。
2021/2022年度馬季，希威森勝出27場頭馬，當中他與練馬師韋達合作無間，獲其提供不少實力坐騎。兩人季內合作154次，累積20冠13亞17季的佳績，佔了騎者季內超過7成的頭馬。

### 2022/2023年度馬季
2022/2023年度馬季，希威森以50場頭馬刷新個人在港單季的頭馬紀錄，也是他在港策騎以來成績最好的一季。

### 2023/2024年度馬季
2024年2月12日，希威森於沙田馬場憑策騎蘇偉賢馬房的「拍馬難追」勝出，取得個人在港發展以來第100場頭馬。
2024年2月18日，沙田馬場第一場賽事，希威森策騎鄭俊偉馬房「喜悅一生」被裁定一項不適當策騎〔賽事規例第100(1)條〕，於五百米處至三百米處之間，不適當地向梁家俊策騎的「合夥年代」嚴重失去平衡及失去應有的跑線。競賽小組判罰希威森由2月28日開始停賽（六個香港賽馬日)，直至3月17日才可再次出賽。

### 2024/2025年度馬季
2024年12月15日，在沙田馬場下午第九場1200米賽事，希威森策騎的5號馬「歡樂至寶」在中轉彎位時失蹄墮馬，希威森被拋落馬墮地翻滾，希威森保持清醒，送院治理，而事後「歡樂至寶」之後安全返回馬房，接受進一步檢查，後已出院回宿舍休息。
2025年6月25日，在跑馬地馬場第五場賽事，希威森策騎的2號馬「四季醒」在最後50米前失蹄墮馬，隨後的二匹馬（分別為周俊樂策騎的4號馬「連連幸運」及田泰安策騎的12號馬「好多利高」）相繼撞上墮馬，希威森被「連連幸運」壓到倒地不起，清醒送往瑪麗醫院治理，掃描檢查證實右手及右腳有骨折，而事後「四季醒」因傷重需當場人道毀滅。然而馬季於七月十六日煞科，故六月二十五日為他季內最後一次策騎。

## 轉戰日本客串
2020年3月1日，希威森完成在港策騎聘約後，獲日本中央競馬會發出短期牌照，准許他由3月7日至5月4日期間於日本上陣作兩個月短期客串。 2020年3月7日，希威森於中山競馬場首次上陣便在第八場賽事憑策騎Masahaya Nice擊敗李慕華的大熱座騎，個人首度在日本取勝。賽後，希威森更獲李慕華為他舉起初勝利的牌子以示支持和祝賀。 
2020年3月23日，希威森於中山競馬場憑策騎「蘊藏豐富」攻下二級賽春季錦標，贏得在日本首項分級賽錦標。
2020年5月2日，希威森於東京競馬場大發神威，贏得三場頭馬，當中在第11場賽事更憑策騎「威信英明」攻下二級賽青葉賞，贏得在日本第二項分級賽錦標。2020年5月3日，希威森完成在日本最後一天上陣，當天他亦贏得兩場頭馬。在短短兩個月客串期間，希威森取得了不俗的成績，勝出19場頭馬且先後攻下春季錦標及青葉賞兩項二級賽錦標。希威森完成日本的客串期後，會返回南非繼續其策騎事業。

## 主要勝出賽事
南非
- 金挑戰大賽 - (1) -  臥底特工 (2018) [15]

- 夏季盃 - (1) -  Tilbury Fort (2018)

- 花園省錦標 - (2) -  Redberry Lane (2018)、賽德海 (2019) [16]

- 金獎牌錦標 - (1) -  Eden Roc (2019) [17]

- 南非雌馬短途錦標 - (1) -  賽德海 (2019) [18]

- 泰威利錦標 - (1) -  荷蘭雨飄 (2021) [19]

- 南十字錦標 - (1) -  反叛公主 (2018) [20]

- 西開普長途賽 - (1) -  一夜時光 (2018) [21]

- 金蹄鐵錦標 - (1) -  Eden Roc (2019) [22]

- 初登錦標 - (1) -  Ecstatic Green (2020) [23]

- 東開普打吡 - (1) -  輝煌隊長 (2016) [24]

- 利寶路短途錦標 - (1) -  Rivarine (2016) [25]

- 西開普夏季長途讓賽 - (1) - 一夜時光 (2018) [26]

- 主席盃 - (1) - 一夜時光 (2019) [27]

- 基維爾金瓶 - (1) - 納布拉斯 (2021) [28]

 日本
- 春季錦標 - (1) -  蘊藏豐富 (2020)

- 青葉賞 -  (1) -  威信英明 (2020)

 香港
- 紀利華木球會挑戰盃 - (1) - 甲烷 (2020)

- 九龍塘會盃 - (2) - 八心之威 (2021)、倍增勝數 (2023)

- 葉錫安瓶 - (1) - 旌鷹 (2022)

- 陳祖澤錦標 - (1) - 	瑰麗人生 (2023)

- 香港賽馬會社群盃 - (1) - 萬事快 (2024)

## 成就
- 南非冠軍見習騎師 - (2) - (2016-2017年度馬季、2017-2018年度馬季)
- 南非冠軍騎師 - (3) - (2017-2018年度馬季、2018-2019年度馬季、2020-2021年度馬季)

## 在港策騎成績
| 年度        | 冠 | 亞 | 季 | 殿 | 第五 | 出賽次數 | 所贏獎金     | 備註     |
| ----------- | -- | -- | -- | -- | ---- | -------- | ------------ | -------- |
| 2019 - 2020 | 3  | 9  | 11 | 14 | 10   | 251      | $ 7,362,155  | 客串策騎 |
| 2021 - 2022 | 27 | 20 | 31 | 26 | 33   | 341      | $ 31,547,780 | 策騎首季 |
| 2022 - 2023 | 50 | 34 | 72 | 56 | 69   | 630      | $ 71,132,700 | 第2季    |
| 2023 - 2024 | 40 | 48 | 62 | 58 | 55   | 616      | $ 76,313,830 | 第3季    |
| 2024 - 2025 | 29 | 42 | 38 | 43 | 30   | 494      | $ 52,595,475 | 第4季    |
| 總計        |    |    |    |    |      |          |              |          |

## 在港策騎資料
|                | 日期           | 賽事                                      | 場地 | 馬場     | 馬名     | 練馬師   | 名次 | 獨贏賠率 |
| -------------- | -------------- | ----------------------------------------- | ---- | -------- | -------- | -------- | ---- | -------- |
| 初出賽         | 2019年9月1日   | 第五班 - 1600米                           | 草地 | 沙田馬場 | 金津輝煌 | 苗禮德   | 5    | 7        |
| 首勝利         | 2019年12月29日 | 第三班 - 1650米                           | 泥地 | 沙田馬場 | 興爾     | 韋達     | 1    | 25       |
| 級際賽初出賽   | 2019年10月1日  | 三級賽 - 1400米（慶典盃）                 | 草地 | 沙田馬場 | 幸福分享 | 呂健威   | 8    | 53       |
| 級際賽首勝利   | —              | —                                         | —    | —        | —        | —        | —    | —        |
| 一級賽初出賽   | 2021年12月12日 | 一級賽 - 1200米（香港短途錦標）           | 草地 | 沙田馬場 | 君達星   | 丁冠豪   | FE   | 203      |
| 一級賽首勝利   | —              | —                                         | —    | —        | —        | —        | —    | —        |
| 四歲系列初出賽 | 2023年1月29日  | 四歲系列經典賽 - 1600米（香港經典一哩賽） | 草地 | 沙田馬場 | 一代天嬌 | 大衛希斯 | 11   | 52       |
| 四歲系列首勝利 | —              | —                                         | —    | —        | —        | —        | —    | —        |

FE: 馬匹在賽事中跌倒

## 個人生活
希威森已婚，他在2022/2023年度馬季結束後返回南非與其太太Hannah Runnalls補辦婚禮。